# Sylvesterův zákon setrvačnosti
Sylvesterův zákon setrvačnosti je matematické tvrzení z oboru lineární algebry charakterizující vyjádření reálné kvadratické formy diagonální maticí.

## Znění věty
Pro každou reálnou kvadratickou formu {\displaystyle f} na prostoru {\displaystyle \mathbb {R} ^{n}} existuje báze, vůči níž má {\displaystyle f} diagonální matici s pouze prvky {\displaystyle -1,0,1}. Navíc, tato matice je až na pořadí prvků jednoznačná.

## Důkaz

### Existence
Buď {\displaystyle A} matice formy {\displaystyle f}. A je symetrická, takže existuje její spektrální rozklad {\displaystyle A=Q\Lambda Q^{T}}, kde {\displaystyle \Lambda ={\rm {diag(\lambda _{1},\lambda _{2},\dots ,\lambda _{n})}}}. Čili {\displaystyle \Lambda =Q^{T}AQ} je diagonalizace formy. Pro {\displaystyle -1,1} na diagonále provedeme úpravu {\displaystyle \Lambda 'Q^{T}AQ\Lambda '}, kde {\displaystyle \Lambda '} je diagonální matice s prvky {\displaystyle \Lambda '_{ii}=|\lambda _{i}|^{-1/2}} pro {\displaystyle \lambda _{i}\neq 0} a {\displaystyle \Lambda '_{ii}=0} pro {\displaystyle \lambda _{i}=0}.

### Jednoznačnost
Nechť existují dvě různé diagonalizace {\displaystyle D,D'} pro bázi {\displaystyle B=\{w_{1},w_{2},\dots ,w_{n}\}} a {\displaystyle B'=\{w'_{1},w'_{2},\dots ,w'_{n}\}} prostoru {\displaystyle V}. Buď {\displaystyle u\in V} libovolné a nechť má souřadnice {\displaystyle x=[u]_{B}} a {\displaystyle y=[u]_{B'}}. Pak
{\displaystyle f(u)=x^{T}Dx=x_{1}^{2}+\dots +x_{p}^{2}-x_{p+1}^{2}-\dots -x_{q}^{2}+0x_{q+1}^{2}+\dots +0x_{n}^{2}},
{\displaystyle f(u)=y^{T}Dy=y_{1}^{2}+\dots +y_{p}^{2}-y_{p+1}^{2}-\dots -y_{q}^{2}+0y_{q+1}^{2}+\dots +0y_{n}^{2}}.
Platí {\displaystyle q=t}, protože {\displaystyle D=S^{T}D'S} pro nějakou regulární {\displaystyle S}. Proto {\displaystyle D,D'} mají stejnou hodnost. Ukažme, že nutně {\displaystyle p=s}. BÚNO nechť {\displaystyle p>s}. Definujme prostory{\displaystyle P={\text{span}}(w_{1},w_{2},\dots ,w_{p})} a {\displaystyle R={\text{span}}(w'_{s+1},w'_{s+2},\dots ,w'_{n})}. Pak {\displaystyle {\text{dim}}(P\cap R)={\text{dim}}P+{\text{dim}}R-{\text{dim}}(P+R)\leq p+(n-s)-n=p-s\leq 1}.
Tedy existuje nenulový {\displaystyle y\in P\cap R} a pro něj máme {\displaystyle u=\sum _{i=1}^{p}x_{i}w_{i}=\sum _{j=s+1}^{n}y_{j}w'_{j}} z čehož dostaneme {\displaystyle f(u)=x_{1}^{2}+...+x_{p}^{2}>0} a zároveň {\displaystyle f(u)=-y_{s+1}^{2}-...-y_{t}^{2}\leq 0}, což je spor.